# Майер, Лео
Лео Карл Хайнрих Майер (нем. Leo Karl Heinrich Meyer; 3 июля 1830, Бледельн — 6 июня 1910, Геттинген) — немецкий исследователь языков и российский статский советник.

## Жизнь
Лео Мейер был сыном еврейского торговца из Нёртена. Учился с 1844 по 1848 в Ганноверской гимназии; с 1848 по 1849 — в гимназии в Хольцминдене. С 1849 по 1852 год он учился у Теодора Бенфея в Гёттингенском университете по специальности филология.
В 1856 году стал хабилитированным доктором, в 1862 году — профессором. В 1865 году он возглавил кафедру немецкого языка в Дерптском университете. Среди его учеников в Тарту — Николай Андерсон и Петер фон Брадке. В этом же году он стал член-корреспондентом Геттингенской академии наук. В 1877 году он получил чин действительного статского советника.
В 1869—1899 годах Майер был президентом Учёного эстонского общества, в 1894 году получил почётное членство.
В январе 1899 года вернулся в Гёттингенский университет.

## Труды
- Der Infinitiv der Homerischen Sprache, ein Beitrag zu seiner Geschichte im Griechischen. Göttingen 1856.
- Bemerkungen zur ältesten Geschichte der griechischen Mythologie. Göttingen 1856.
- Vergleichende Grammatik der griechischen und lateinischen Sprache, 2 Bände.Göttingen 1861—1865.
- Über die Flexion der Adjektiva im Deutschen. Göttingen 1863.
- Ueber die in Dorpat vorkommenden Familiennamen. 1868. (Digitalisat)
- Die gotische Sprache. Ihre Lautgestaltung, insbesondere im Verhältnis zum Altindischen, Griechischen und Lateinischen. Göttingen 1869.
- Livländische Reimchronik. Paderborn 1876.
- Handbuch der griechischen Etymologie, 4 Bände. Leipzig 1901/1902.